# Тимофеев, Борис (стрелок)
Борис Тимофеев (род. 4 сентября 1957, Рига) — латвийский спортивный стрелок. Он участвовал в летних Олимпийских играх 1992, 1996 и 2000 годов.

## Биография
В 1980 году окончил Рижский политехнический институт. В 1985 году выиграл Кубок СССР. Восьмикратный чемпион Латвийской ССР, а затем семикратный чемпион независимой Латвии на круглом стенде: в первый раз выиграл чемпионское звание в 1974 году, в последний раз — в 2003 году. Несколько раз выступал на чемпионатах мира и Европы. В 1999 году стал победителем финального этапа Кубка мира в круглой стойке.
Участвовал в трёх Олимпийских играх (1992, 1996, 2000). В 1992 году в Барселоне, когда мужчины и женщины последний раз соревновались вместе на Олимпийских играх, Тимофеев занял 11-е место в общем зачёте. Четыре года спустя в Атланте прошли его самые успешные Олимпийские игры: он вышел в финал, где занял 6-е место. В 2000 году он занял 12-е место в Сиднее, потерпев неудачу в дополнительной перестрелке за выход в финал.
После неудачи в Сиднее лишился поддержки Федерации стрелкового спорта Латвии, однако продолжал тренироваться и выступать, занимал призовые места на этапах Кубка мира, доходил до второго места в мировом рейтинге; несмотря на это, на Олимпийские игры 2004 года отобраться не сумел и приглашения (wild card) не получил — по мнению некоторых, из-за недостаточно активной поддержки со стороны Федерации.
Закончив со спортом, он стал тренером.